# Friedrich Heinrich Germar
Friedrich Heinrich Germar (* 29. September 1776 in Ahrensbök; † 8. Mai 1865 in Altona) war ein deutscher lutherischer Geistlicher, Theologe und Lehrer.

## Leben
Germar wurde in Ahrensbök als Sohn des dortigen Pastors Matthias Hinrich Friedrich Germar (1733–1786) und der Elisabeth Dorothea Margrethe Christine Hasselmann geboren. Er studierte ab 1796 Theologie an der Universität Kiel. Dort schloss er 1798 den akademischen Teil der Ausbildung ab. Germar war vom 9. August 1798 bis Ostern 1799 aktives Mitglied der studentischen Gesellschaft der freien Männer in Jena. Das erste Theologische Examen bestand er 1800 in Glückstadt. Er wurde 1802 Rektor der Lateinschule von Glückstadt, die unter seiner Leitung grundlegend reformiert und zu einer Gelehrtenschule umgebaut wurde. Er blieb allerdings nur bis 1809 Leiter der Schule. 1809 wurde er als Hofprediger und Lehrer der Schleswig-Holstein-Sonderburg-Augustenburgschen Prinzen an das Schloss Augustenburg berufen. Als Lehrer der Prinzen wirkte er bis 1817, als Hofprediger wurde er am 7. April 1848 entpflichtet.
Germar wurde am 24. Dezember 1834 von der Kieler Universität zum Doktor der Theologie promoviert. Am 22. Mai 1840 wurde ihm das Ritterkreuz des Dannebrogordens verliehen.
Germar heiratete in erster Ehe 1805 Benedikte Louise Friederike Elise Rötger und 1820 in zweiter Ehe Katharina Margaretha Matthiessen (1792–1831), eine Tochter des Hofrats Heinrich Johann Matthiessen (1755–1820). Bei der Volkszählung 1845 lebte er als Witwer mit einer Tochter im 1807 errichteten Kavaliers- oder Gärtnerhaus von Schloss Augustenburg. Nach seiner Emeritierung zog er sich zu seinem Sohn, dem Justizrat Friedrich Johann Heinrich Zacharias Germar (1806–1868) in Altona, zurück.

## Werke (Auswahl)
- Der Nutzen des Besuchs der Gelehrtenschule für Nichtstudierte, Augustin, Glückstadt 1803.
- Nachricht von der hieselbst bevorstehenden Schul-Veränderung, Augustin, Glückstadt 1804.
- Darstellung des für die Glückstädtische Stadtschule entworfenen Lehrplans, Augustin, Glückstadt 1805.
- Ueber die Wichtigkeit der griechischen Sprache für die Bildung des Gelehrten, Augustin, Glückstadt 1807.
- Die panharmonische Interpretation der Heiligen Schrift: ein Versuch, zu einer klaren und gründlichen Auflösung der Streitigkeiten in der christlichen Kirche beyzutragen, Tauchnitz, Leipzig 1821.
- Über die Vernachlässigung der Hermeneutik in der protestantischen Kirche, Kümmel, Halle 1837.
- Leben, Charakter und Verdienste Nicolaus Heinrich Christensens, Langhoff, Hamburg 1841.
- Sechs Tafeln zur Erleichterung der Himmelskunde für die Liebhaber derselben, Voß, Leipzig 1846.
- Die alte Streitfrage: Glauben oder Wissen, Schultheß, Zürich 1856.